# Rocha matriz

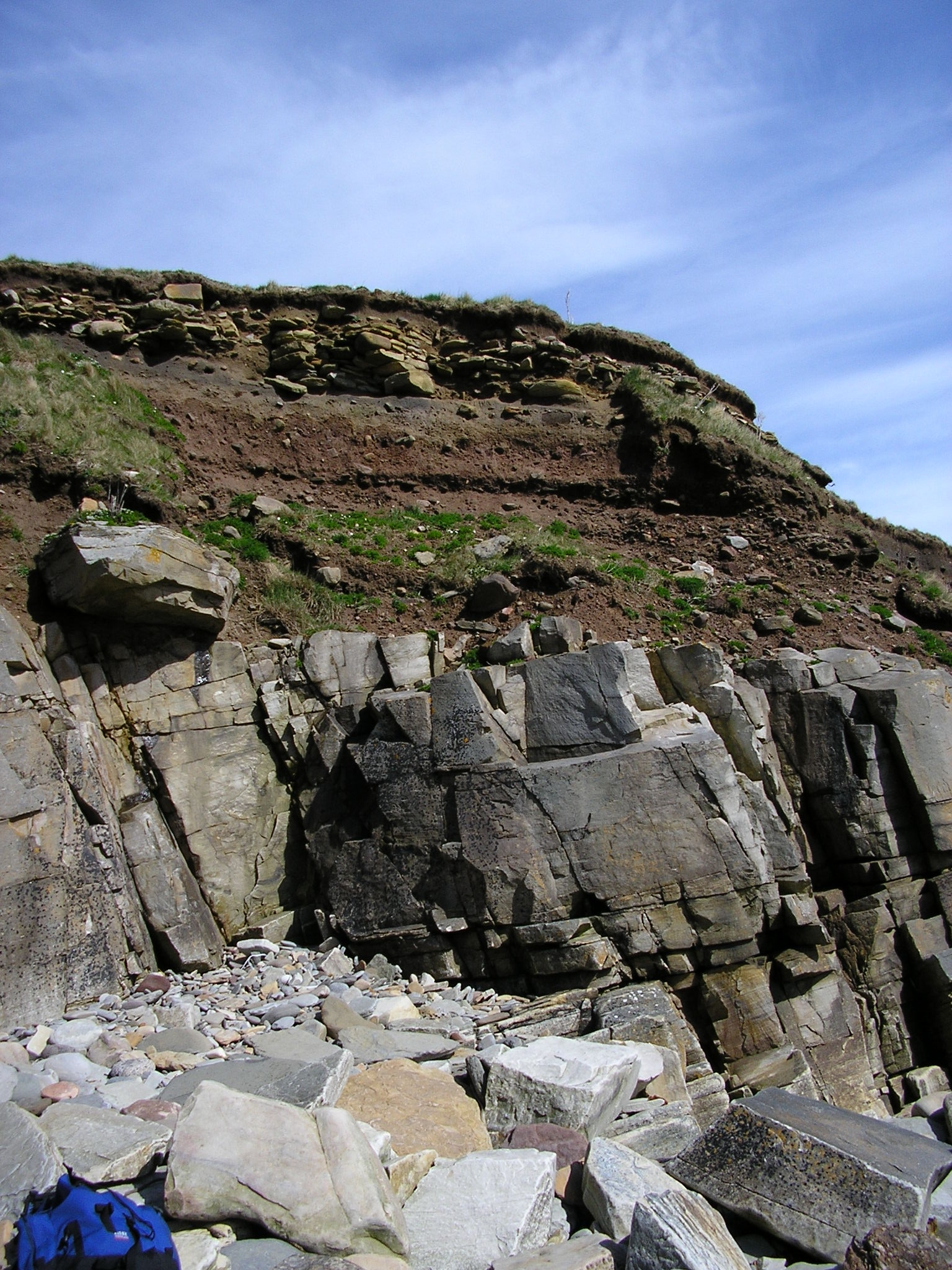
Solo instalado sobre material fragmentado recobrindo a rocha-mãe (Sandside Bay, Caithness, Scotland).

Perfil cenceptual de um solo com a rocha mãe marcada como «R»

Rocha matriz, rocha-mãe, base rochosa ou substrato rochoso, é a designação dada em geologia e nos diversos ramos da engenharia geotécnica à rocha sólida que se encontra sob o material solto superfical (geralmente um rególito) que recobre a superfície da crosta de Terra ou de outro planeta telúrico. A «rocha-mãe» é assim designada pois a sua desagregação devido à meteorização é, em geral, a origem do rególito que a recobre e constitui o material parental mais comum dos solos. Os depósitos superficiais podem ser muito espessos, de modo que o leito rochoso que constitui a rocha-mãe pode estar centenas de metros abaixo da superfície.

## Descrição
A rocha-mãe constitui o estrato mais superficial da crosta terrestre e é, excepto quando fenómenos de transporte e de sedimentação tenham carreado materiais que tenham recoberto a rocha preexistente, o material a partir do qual se desenvolveu o material solto (rególito) que a recobre. Em boa parte dos solos, a rocha-mãe confunde-se com o material parental, pois é aquela rocha que se desagrega e sofre alteração devido aos processos de meteorização e de pedogénese para dar origem ao solo.
Na maior parte dos casos, a rocha-mãe é a rocha sólida que está subjacente ao rególito ou ao solo que constitui a superfície terrestre emersa. Contudo, em muitas situações a rocha-mãe encontra-se expota em afloramentos resultantes da erosão ou da incipiência da meteorização, especialmene nas estruturas lávicas recentes das regiões vulcânicas ou de regiões onde o clima condicione severamente a meteorização. Também pode estar exposta em falésias e outrs estruturas tectónicas.
Os vários tipos de material rochoso quebrado e meteorizado que se podem sobrepor ao leito rochoso, como o solo e subsolo, são designados neste contexto como um regolito.
No campo da engenharia geotécnica, e da geologia de engenharia em geral, a superfície do leito rochoso abaixo da cobertura do solo (regolito) também é conhecida como maciço rochoso, para a distinguir do rególito superficial, e a sua identificação por métodos de escavação, perfuração ou geofísica é uma tarefa importante na maioria dos projetos de engenharia civil.
A cartografia geológica de uma área geralmente mostra a distribuição de diferentes tipos de rochas subjacentes, na realidade as rochas matriz ou rochas-mãe, rochas que seriam expostas na superfície se todo solo ou outros depósitos superficiais fossem removidos. Onde os depósitos superficiais são tão espessos que o leito rochoso subjacente não pode ser mapeado de forma confiável, os depósitos superficiais serão mapeados (por exemplo, como aluvião).

## Meteorização e alteração
O leito rochoso quando exposto aos processos da meteorização, e da consequente pedogénese, sofre que alteração geológica que podem ser físicas ou químicas, que modificam a estrutura da rocha, em geral tornando-a mais suscetível à erosão. O leito rochoso também pode sofrer meteorização subsuperficial no seu limite superior, dando origem, quando as condições o permitem a saprolitos.